# Тескани (Бакау)
Тескани (рум. Tescani) насеље је у Румунији у округу Бакау у општини Берешти-Тазлау. Oпштина се налази на надморској висини од 288 m.

## Становништво
Према подацима из 2002. године у насељу је живело 753 становника, од којих су сви румунске националности.